# Xecutioner's Return
Xecutioner's Return (česky Návrat Xecutionera) je sedmé studiové album americké death metalové skupiny Obituary. Vydáno bylo v roce 2007 hudebním vydavatelstvím Candlelight Records. Obal navrhl výtvarník Andreas Marschall, který s kapelou spolupracoval již při albech The End Complete, Frozen in Time a Darkest Day.
Pro skladbu „Evil Ways“ byl vytvořen videoklip.

## Seznam skladeb
1. "Face Your God" (2:56)
2. "Lasting Presence" (2:12)
3. "Evil Ways" (2:57)
4. "Drop Dead" (3:35)
5. "Bloodshot" (3:25)
6. "Seal Your Fate" (2:30)
7. "Feel the Pain" (4:31)
8. "Contrast the Dead" (7:01)
9. "Second Chance" (3:28)
10. "Lies" (3:32)
11. "In Your Head" (4:31)
12. "Executioner Returns" (3:42) (bonusová skladba na limitované edici CD)

## Sestava
- John Tardy – vokály
- Ralph Santolla – kytara
- Trevor Peres – kytara
- Frank Watkins – baskytara
- Donald Tardy – bicí